# Shihezi
Shihezi (léase Shijé-Tzi, en chino, 石河子市; pinyin, Shíhézi shì; literalmente, ‘riberas pedregosas’, en uigur: شىخەنزە شەھىرى, romanizado: Shixenze si) es un municipio provincial de la región autónoma de Sinkiang, República Popular China. Su área es de 62 km² y su población total para 2020 superó los 700 mil habitantes.

## Administración
La subprefectura de Shihezi se divide en 7 pueblos que se administran en 5 subdistritos y 2 poblados.

## Historia
Las granjas alrededor de Shihezi promovieron el desarrollo de la ciudad. Estas granjas estructuradas casi de manera militar producen materiales para las fábricas que mueven la economía de la ciudad. En 1974 el gobierno nacional elevó a Shihezi al rango de ciudad.

## Población
Shihezi es la segunda ciudad más grande de Xinjiang, después de la capital provincial, Urumchi.
Su población es de 630000 personas (2010). La mayoría de los pobladores son de la etnia han y minorías que hacen un 5,4% de la población.

## Clima
Situada a unos 136 km de Urumchi, Shihezi tiene un clima semiárido continental, con grandes diferencias de temperatura entre el verano y el invierno. Las temperaturas promedio varían entre -15.3 °C en enero a 25,3 °C en junio, la temperatura media anual es de 7,39 °C. La precipitación es muy baja durante todo el año, con un total anual de tan sólo 206 milímetros, en comparación con la tasa de evaporación anual, que es por lo general más de 1000 milímetros.
| Parámetros climáticos promedio de Shihezi (1971−2000) | Parámetros climáticos promedio de Shihezi (1971−2000) | Parámetros climáticos promedio de Shihezi (1971−2000) | Parámetros climáticos promedio de Shihezi (1971−2000) | Parámetros climáticos promedio de Shihezi (1971−2000) | Parámetros climáticos promedio de Shihezi (1971−2000) | Parámetros climáticos promedio de Shihezi (1971−2000) | Parámetros climáticos promedio de Shihezi (1971−2000) | Parámetros climáticos promedio de Shihezi (1971−2000) | Parámetros climáticos promedio de Shihezi (1971−2000) | Parámetros climáticos promedio de Shihezi (1971−2000) | Parámetros climáticos promedio de Shihezi (1971−2000) | Parámetros climáticos promedio de Shihezi (1971−2000) | Parámetros climáticos promedio de Shihezi (1971−2000) |
| Mes                                                   | Ene.                                                  | Feb.                                                  | Mar.                                                  | Abr.                                                  | May.                                                  | Jun.                                                  | Jul.                                                  | Ago.                                                  | Sep.                                                  | Oct.                                                  | Nov.                                                  | Dic.                                                  | Anual                                                 |
| ----------------------------------------------------- | ----------------------------------------------------- | ----------------------------------------------------- | ----------------------------------------------------- | ----------------------------------------------------- | ----------------------------------------------------- | ----------------------------------------------------- | ----------------------------------------------------- | ----------------------------------------------------- | ----------------------------------------------------- | ----------------------------------------------------- | ----------------------------------------------------- | ----------------------------------------------------- | ----------------------------------------------------- |
| Temp. máx. abs. (°C)                                  | 7.6                                                   | 6.6                                                   | 22.7                                                  | 35.4                                                  | 37.4                                                  | 39.2                                                  | 42.2                                                  | 41.0                                                  | 39.4                                                  | 33.3                                                  | 17.5                                                  | 8.3                                                   | '                                                     |
| Temp. máx. media (°C)                                 | −10.0                                                 | −6.3                                                  | 4.7                                                   | 19.3                                                  | 26.3                                                  | 30.9                                                  | 32.8                                                  | 31.4                                                  | 25.4                                                  | 15.5                                                  | 3.0                                                   | −6.9                                                  | 13.8                                                  |
| Temp. media (°C)                                      | -15.3                                                 | -11.6                                                 | -0.1                                                  | 12.1                                                  | 18.8                                                  | 23.6                                                  | 25.3                                                  | 23.3                                                  | 17.2                                                  | 8.2                                                   | -1.7                                                  | -11.1                                                 | 7.4                                                   |
| Temp. mín. media (°C)                                 | −20.8                                                 | −17.0                                                 | −4.9                                                  | 5.0                                                   | 11.2                                                  | 16.0                                                  | 17.7                                                  | 15.2                                                  | 9.4                                                   | 1.8                                                   | −5.7                                                  | −15.5                                                 | 1.0                                                   |
| Temp. mín. abs. (°C)                                  | -34.4                                                 | -36.5                                                 | -30.5                                                 | -19.4                                                 | -0.2                                                  | 6.6                                                   | 9.6                                                   | 3.5                                                   | -0.5                                                  | -8.9                                                  | -28.9                                                 | -36.0                                                 | '                                                     |
| Precipitación total (mm)                              | 8.6                                                   | 8.4                                                   | 12.5                                                  | 26.2                                                  | 29.9                                                  | 21.0                                                  | 21.5                                                  | 15.1                                                  | 15.9                                                  | 18.9                                                  | 16.8                                                  | 11.2                                                  | 206.0                                                 |
| Días de precipitaciones (≥ 0.1 mm)                    | 8.4                                                   | 6.6                                                   | 6.0                                                   | 6.1                                                   | 7.2                                                   | 8.1                                                   | 9.1                                                   | 5.9                                                   | 5.0                                                   | 5.2                                                   | 6.2                                                   | 9.0                                                   | 82.8                                                  |
| Fuente: Weather China                                 |                                                       |                                                       |                                                       |                                                       |                                                       |                                                       |                                                       |                                                       |                                                       |                                                       |                                                       |                                                       |                                                       |

## Economía
Actualmente las industrias más importantes de Shihezi son las de textiles y comida. Hay conexiones de trenes hacia Wusu y Urumchi y autopistas hacia el resto del país. La ciudad es un centro para las granjas de la región.  Se cultiva una gran cantidad de caña de azúcar cerca de Shihezi. También hay un importante cultivo de algodón.

## Educación
La Universidad de Shihezi tiene su sepde principal en esta ciudad, es la segunda universidad en importancia de Sinkiang, con unos 40 mil estudiantes.

## Transporte
Por la ciudad pasa la autopista cacional China 312